# Ascorbylstearaat
Ascorbylstearaat is een ester van ascorbinezuur en stearinezuur, met als brutoformule C24H42O7. De stof komt voor als een witte tot geelwitte vaste stof, die in tegenstelling tot vitamine C onoplosbaar is in water.

## Toepassingen
Ascorbylstearaat wordt gebruikt als vet-oplosbare bron van vitamine C. Daarnaast wordt het toegepast als antioxidant in margarine (E-nummer E305). De verbinding bezit antitumorale eigenschappen.